# Nancy Lopes Garcia
Nancy Lopes Garcia (São Paulo, 8 de janeiro de 1964) é uma renomada estatística brasileira, professora titular do Departamento de Estatística da Universidade Estadual de Campinas (Unicamp) e membra titular da Academia Brasileira de Ciências (ABC). Sua trajetória acadêmica e suas contribuições para a área da estatística a consolidaram como uma das principais pesquisadoras brasileiras em sua área de atuação.  Seus interesses de pesquisa incluem modelagem e inferência para processos de pontos espaciais, cadeias de memória infinita ou variável e inferência para dados funcionais.

## Formação Acadêmica e Carreira
Nascida em São Paulo, Nancy Lopes Garcia possui graduação em Estatística pela Unicamp (1985), mestrado em Matemática pela Associação Instituto Nacional de Matemática Pura e Aplicada (1988) e doutorado em Estatística pela University of Wisconsin – Madison (1993, trabalhando com Thomas G. Kurtz.). Sua vinculação à Unicamp iniciou-se em 1987, onde desenvolve suas atividades de ensino e pesquisa desde então. 
Ela é membra eleita do Instituto Internacional de Estatística e publicou cerca de 50 artigos em revistas científicas, supervisionou 6 alunos de doutorado e 5 pós-doutorados. Garcia também atuou como Tesoureira e Vice-Presidente da Sociedade Brasileira de Matemática.. 

## Áreas de Interesse e Contribuições
Seus interesses de pesquisa se concentram em áreas como:
Modelagem e inferência para processos de pontos espaciais: Estuda a distribuição espacial de eventos, como por exemplo, a localização de árvores em uma floresta ou de tumores em um órgão.
Cadeias de memória infinita ou variável: Analisa modelos estatísticos que possuem uma estrutura de dependência complexa, onde a influência de observações passadas pode se estender por um período de tempo indefinido.
Inferência para dados funcionais: Desenvolve métodos estatísticos para analisar dados que são funções, como por exemplo, curvas de crescimento ou imagens.
Suas contribuições para a área da estatística são significativas e têm sido amplamente reconhecidas pela comunidade científica internacional. Nancy Lopes Garcia é autora de diversos artigos científicos publicados em revistas de alto impacto e tem orientado diversos alunos de mestrado e doutorado, contribuindo para a formação de novas gerações de estatísticos no Brasil.

## Reconhecimento e Honrarias
Em 2024, Nancy Lopes Garcia foi eleita membro titular da Academia Brasileira de Ciências, um reconhecimento máximo à sua trajetória e à importância de suas contribuições para a ciência brasileira. Essa distinção a coloca entre os mais destacados cientistas do país.

## Links externos
- Página pessoal na Unicamp